# Терлекчи, Билял
Сеитбилял Хаджи Сейдамет-оглу Терлекчи (более известен как Билял Терлекчи; 27 июня 1886, Бахчисарай, Таврическая губерния — 15 июня 1965, Буйнакск, Дагестанская АССР) — российский и советский лексикограф крымскотатарского происхождения. Автор Тюркотатарско-русского словаря.

## Биография
Родился 27 июня 1886 года в приходе Дабакхане города Бахчисарая Таврической губернии. Отец — Хаджи Сейдамет Осман-оглу, мать — Фатиме. Брат — Умер. Дядя по материнской — Осман Заатов, лингвист. Отец имел промышленные сады и питомники плодовых деревьев. Семья находилась в дружеских связях в общественным деятелем Исмаилом Гаспринским.
Окончил Симферопольскую татарскую учительскую школу (1905). После этого Терлекчи продолжил обучение в Стамбуле, Каире и Санкт-Петербурге, где изучал арабский, русский и турецкий языки. В 1908 году после остановки издания газеты «Ан-нахдах» («Пробуждение») в Каире, Гаспринский поручил Терлекчи доставить сэкономленные на издании газеты деньги в Бахчисарай. Вернувшись в Крым, стал учителем русского и крымскотатарского языков. Преподавал в Бахчисарайской семилетней школе, где одним из его учеников был будущий поэт Азам Амет.
В 1915 году в типографии Рефата Гаспринского был издан первый «Тюркотатарско-русский словарь» Биляла Терлекчи. В 1924 году переработанный словарь, включавший 14 тысяч слов, был одобрен к переизданию научным отделом Крымнаркомпроса. Тем не менее переиздание не состоялось из-за отсутствия средств. После перевода крымскотатарского алфавита на латинскую основу Терлекчи в 1929 году начал переписывать свой словарь с учётом новых реалий, однако работу не завершил.
В начале 1930-х годов в связи с развернувшимися на полуострове репрессиями Терлекчи принял решение переехать в город Буйнакск Дагестанской АССР со своей женой и семьёй брата Умера. В Буйнакске Терлекчи работал на опытно-селекционной станции, где занимался садоводством. На основе выращенных им садов были образованы два плодоводческих совхоза, а позднее сам Терлекчи был назначен главным агрономом опытно-селекционной станции.
Скончался 15 июня 1965 года в Буйнакске, где и похоронен на мусульманском кладбище.
Сохранившийся в виде рукописи неизданный словарь был издан в факсимильном варианте издательством «Крымучпедгиз» по рекомендации ученого совета Научно-исследовательского института крымскотатарской филологии, истории и культуры при Крымском инженерно-педагогическом университете в 2015 году в количестве 300 экземпляров.

## Семья
Первая супруга — Сайде-ханум Усеинова (скончалась в 1951 году, когда Терлекчи было 65 лет). В браке детей не имели.
Вторая супруга — Сабрие-ханум Тарпи, сестра профессора Азербайджанского университета Рахми Тарпи (Гасанова). Сабрие, являлась бывшей ученицей Терлекчи из Бахчисарая, которую он встретил в 1952 году. Спустя год у них родился сын Хикмет. В 1989 году Хикмет вернулся в Крым, поселившись в городе Старый Крым. В Старом Крыму скончалась и была захоронена Сабрие Тарпи.